# Guido van Rossum

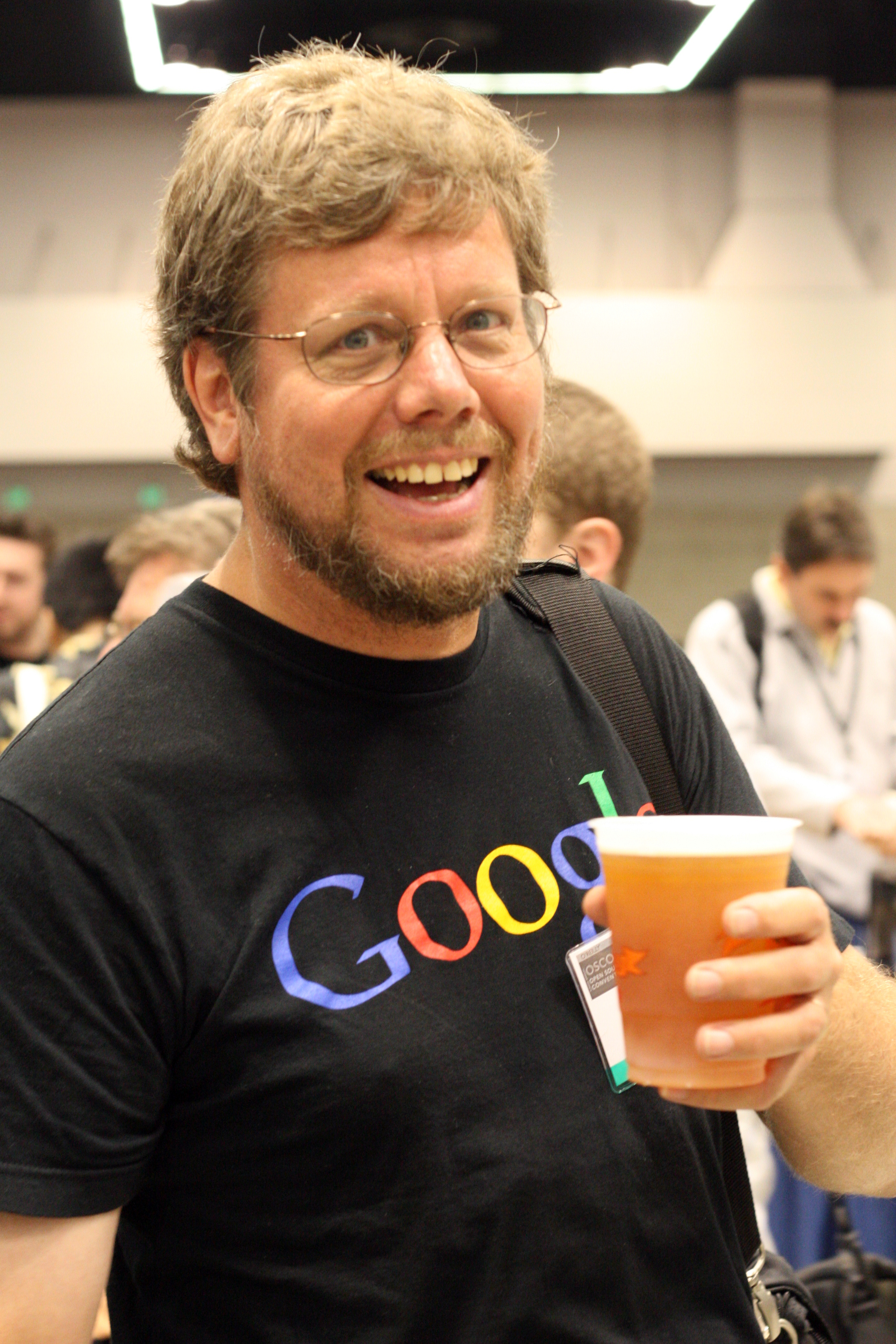
Guido van Rossum auf der OSCON 2006.

Guido van Rossum (* 31. Januar 1956 in Haarlem, Niederlande) ist ein niederländischer Softwareentwickler, der als Autor der Programmiersprache Python bekannt wurde, deren Entwicklung er bis zu seiner, aus eigener Initiative veranlassten, Emeritierung im Juli 2018 als wohlwollender Diktator auf Lebenszeit leitete. Er ist der Bruder des niederländischen Typografen und Software-Entwicklers Just van Rossum.

## Leben
Van Rossum  machte 1982 an der Universität von Amsterdam seinen Master-Abschluss. Später arbeitete er an verschiedenen Forschungsinstituten, einschließlich des niederländischen Centrum Wiskunde & Informatica, des National Institute of Standards and Technology (NIST) (Gaithersburg, Maryland) und der Corporation for National Research Initiatives (CNRI) (Reston, Virginia). Des Weiteren arbeitete er an der von Simula abgeleiteten Programmiersprache ABC.

### Entwicklung der Programmiersprache Python
Über den Ursprung von Python schrieb van Rossum 1996:

„Vor über sechs Jahren, im Dezember 1989, suchte ich nach einem Programmierprojekt, das mich über die Weihnachtswoche beschäftigen würde. Mein Büro würde geschlossen bleiben, aber ich hatte auch zu Hause einen PC und sonst nicht viel zu tun. Ich entschied mich, einen Interpreter für die Skriptsprache zu schreiben, über die ich kürzlich nachdachte: Ein Nachfolger von ABC, der auch Unix- und C-Hacker ansprechen würde. Ich wählte Python als Arbeitstitel für das Projekt, weil ich in einer leicht respektlosen Stimmung (und ein großer Fan des Monty Python’s Flying Circus) war.“

Im Jahr 1999 sandte van Rossum der DARPA einen Computer Programming for Everybody (deutsch Programmieren für jedermann) genannten Vorschlag, in dem er seine Ziele für Python festhielt. Python soll danach:
- eine einfache, intuitive Sprache sein, die Konkurrenten an Mächtigkeit in nichts nachsteht
- Open Source sein, sodass jeder bei der Entwicklung helfen kann
- Quelltext haben, der genauso einfach zu lesen ist wie reines Englisch
- für tägliche Aufgaben geeignet sein und kurze Entwicklungszeiten ermöglichen

Viele dieser Vorstellungen wurden seitdem verwirklicht. Python wuchs zu einer weit verbreiteten Programmiersprache. In der Python-Community war van Rossum als wohlwollender Diktator auf Lebenszeit (engl. Benevolent Dictator for Life, BDFL) tätig: Er leitete die Entwicklung Pythons und behielt sich das Recht auf die letzte Entscheidung vor. Am 12. Juli 2018 gab van Rossum bekannt, sich dauerhaft von dieser Position zurückzuziehen. Er wird jedoch vorläufig weiter als Core-Developer am Projekt mitarbeiten. Die zukünftige Vorgehensweise bei wichtigen Entscheidungen bezüglich der Entwicklung von Python überließ er der Community.

### Berufsleben
Ab Dezember 2005 war van Rossum für Google tätig, ab Januar 2013 für Dropbox. Im Oktober 2019 ging van Rossum in den Ruhestand, gab aber im November 2020 bekannt, wieder bei Microsoft an Python zu arbeiten.

## Auszeichnungen und Anerkennungen
- 2001 erhielt van Rossum den FSF Award der Free Software Foundation auf der FOSDEM-Konferenz in Brüssel.
- Im Mai 2003 erhielt er den NLUUG Award.[6]
- 2006 wurde er als Distinguished Engineer von der Association for Computing Machinery ausgezeichnet.
- 2018 wurde er Fellow des Computer History Museum.[7]